# Armand Dubarry
Ernest Armand Dubarry, más conocido como Armand Dubarry, (Lorient, 28 de noviembre de 1836-1910) fue un explorador, novelista y periodista francés. Trabajó en el periódico Journal des Voyages y editor del Musée des familles. Posteriormente, viajó a la colonia francesa de Dahomey, donde empezó a escribir sobre sus viajes por el continente africano, en su mayor parte, novelas de aventuras donde el autor establecía el papel de héroes filantrópicos a los colonos, en su misión civilizadora, además de relatar las luchas de las tropas francesas contra los conos de insurgencia nativa.

## Obra
Algunas de sus obras, especialmente Voyage au Dahomey, han servido para relatar tanto la mentalidad del chovinismo y los imperios colonialistas de principios del siglo XIX, cuando empezó la carrera de las principales potencias europeas por conseguir el mayor número de territorios posibles, especialmente africanos, bajo colonias, protectorados, dominios o enclaves estratégicos. En muchos de sus relatos, se observa cómo justifica el fin "civilizador" de la mentalidad de la época. 

Le nègre civilisé est capable, comme le blanc, des plus belles conceptions, des plus belles actions; le Nègre sauvage ou barbare est capable de toutes les turpitudes, et, malheureusement, Dieu sait pourquoi, il semble être condamné, dans son pays d'origine, à la sauvagerie, à la barbarie à perpétuité. Ses seules lois sont des passiosn bruatles, ses appétits féroces, les caprices de son imagination déréglée
El negro civilizado es capaz, como el blanco, de las concepciones más bellas, de las acciones más bellas; el Negro salvaje o bárbaro es capaz de todas las torpezas y, desafortunadamente, Dios sabe por qué, parece ser condenado, en su país de origen, al salvajismo, a la barbarie de por vida. Sus únicas leyes son las pasiones brutales, sus apetitos feroces, los caprichos de su imaginación salvaje.
Armand Dubarry, Voyage a Dahomey (1879)

### Publicaciones
- 1859, Un Vétéran d'Arcole à l'Italie, ode aux peuples alliés.
- 1861, Biographie de Mlle Karoly du théâtre impérial de l'Odéon.
- 1869, Deux mois de l'histoire de Venise.
- 1869, Le Roman d'un baleinier.
- 1870, Les Drames de l'Orient.
- 1873, Petite France.
- 1874, L'Alsace-Lorraine en Australie. Histoire d'une famille d'émigrants sur le continent austral.
- 1875, Le Brigandage en Italie, depuis les temps les plus reculés jusqu'à nos jours.
- 1876, Trois histoires de terre et de mer.
- 1878, Six aventures turques.
- 1878, Histoire de la cour de Rome.
- 1878, La Belle-sœur d'un pape, vie de Donna Olimpia, d'après un manuscrit du XVIIe siècle.
- 1879, Voyage au Dahomey.
- 1880, L'Allemagne chez elle et chez les autres.
- 1881, Splendeurs et misères de la cour de Rome, histoire anecdotique de la papauté depuis son origine jusqu'à nos jours.
- 1883, Un Prêtre dans la maison, roman de la vie parisienne.
- 1884, Les colons du Tanganyka.
- 1884, Le boire et le manger, histoire anecdotique des aliments.
- 1884, Perdus sur la mer de corail.
- 1885, Monsieur le Grand Turc.
- 1886, Les Aventures d'un dompteur, d'un éléphant blanc et de deux pifferari.
- 1887, La Jolie cabotine.
- 1888, Une allemande, roman de la vie parisienne.
- 1890, Les aventuriers de l'Amazone.
- 1890, Service des mœurs, roman parisien,.
- 1890, La Petite dompteuse, Charavay.
- 1890, Délire des sens, Dentu.
- 1892, Aventures d'un officier français au Tchad.
- 1892, Les aventures de Narcisse Nicaise au Congo.
- 1892, Étoile de cirque, à Cayeux-sur-Mer.
- 1893, Sans voile.
- 1895, Les Clefs de Paris, roman de grand espionnage.
- 1895, Le Rachat de l'honneur, aventures d'un soldat français au Soudan, Charavay, 1895
- 1896, La Mer.
- 1898, Les flagellants.
- 1905, L'Amiral Nelson adultère, amours scandaleuses de l'amiral Nelson avec lady Hamilton.
- 1898, Les déséquilibrés de l'amour (compuesto por 11 volúmenes, publicados entre 1898 y 1906)
- 1906, Histoire anecdotique des aliments.